# Aomi Urban Sports Park
L'Aomi Urban Sports Park (青海アーバンスポーツパーク?, Aomi Āban Supōtsu Pāku) è un impianto sportivo scoperto temporaneo situato nel quartiere Kōtō di Tokyo e costruito in occasione dei Giochi della XXXII Olimpiade.

## Storia
I lavori di costruzione dell'impianto sono iniziati nel novembre 2019. Il 6 marzo 2020 la struttura per l'arrampicata ha ospitato un evento test pre-olimpico. Dopo uno slittamento di un anno a causa della pandemia di COVID-19, dal 24 al 28 luglio e dal 3 al 6 agosto 2021 l'impianto ha ospitato rispettivamente il torneo di pallacanestro 3×3 e le competizioni di arrampicata sportiva dei Giochi della XXXII Olimpiade. Dal 29 agosto al 4 settembre hanno invece avuto luogo le gare di calcio a 5 per ciechi dei XVI Giochi paralimpici estivi.

## Caratteristiche
L'impianto copre una superficie complessiva di 61 700 m². La struttura per l'arrampicata sportiva ha una capienza massima di 8 400 spettatori, mentre l'arena per il torneo di pallacanestro 3x3 può ospitarne fino a 7 100.